# Willi Zincke
Willi Zincke (Berlijn, 4 januari 1886 – Kiel, 5 december 1957) was een Duits voetballer. 

## Biografie
Zincke begon zijn carrière bij Britannia Berlin en schakelde later over naar BFC Preußen. Tijdens zijn legerdienst was hij in Kiel gestationeerd en ging hij voor Holstein Kiel spelen. Kiel won dat jaar dat Noord-Duitse finale met 7-1 van Werder Bremen en plaatste zich zo voor de nationale eindronde. De club werd uitgerekend tegen zijn ex-club BFC Preußen uitgeloot en hij scoorde twee doelpunten van de vier. In de halve finale speelden ze tegen FC Tasmania Rixdorf en scoorde hier een hattrick in de 6-0 overwinning. De  finale werd echter na verlengingen verloren van Karlsruher FV. Met vijf goals was hij wel topschutter van de eindronde. Hierna keerde hij terug naar BFC Preußen tot december van dat jaar en ging daarna terug voor Holstein Kiel spelen. 
In 1911 won hij met de selectie van beste spelers van Noord-Duitsland de Kronprinzenpokal. Met Kiel werd hij ook opnieuw Noor-Duits kampioen en strandde hij in de halve finale tegen BTuFC Viktoria 1889. In 1912 stond de club opnieuw tegenover Karlsruher FV in de finale en deze keer kon Kiel wel de landstitel veroveren. Het volgende seizoen verloor de club in de halve finale van Duisburger SpV. Hij speelde nog tot 1924 voor de club. 